# Maneka Gandhi

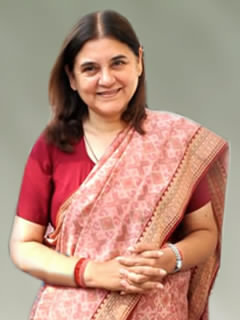
Maneka Gandhi (2014)

Maneka Gandhi (Hindi मेनका गांधी, * 6. August 1956 in Neu-Delhi) ist eine indische Politikerin, mehrfache Ministerin, Umwelt-, Tier- und Frauenrechtsaktivistin, Schriftstellerin und ein Mitglied der Nehru-Gandhi-Familie.

## Biografie

### Frühe Jahre
Maneka Gandhi wurde als Maneka Anand als Tochter von Tarlochan Singh Anand und dessen Frau Amteshwar Anand in Delhi geboren. Sie entstammt einer Sikh-Familie. Ihr Vater war Offizier der Indischen Armee. In Delhi besuchte sie die Lawrence School und anschließend das Lady Shri Ram College wo sie 1973  einen Schönheitswettbewerb als Miss Shri Ram College gewann. Ab 1974 besuchte sie die Jawaharlal Nehru University und belegte dort Kurse in Deutsch. Dort lernte sie auf einer Party Sanjay Gandhi, den jüngeren Sohn der amtierenden Premierministerin Indira Gandhi kennen. Die beiden heirateten am 23. September 1974, kurz nach ihrem 18. Geburtstag.
Wenige Monate später wurde am 25. Juni 1975 auf Veranlassung der Premierministerin der Ausnahmezustand in Indien erklärt. Sanjay Gandhi hatte in dieser Zeit alle Hände voll zu tun, da er der engste Vertraute seiner Mutter war und auf diese Weise großen Einfluss auf ihre Politik gewann. Seine Frau Maneka unterstützte ihn bei seinen Aktivitäten und beendete die Universitätsausbildung. Nach Aufhebung des Ausnahmezustandes erfolgten 1977 Neuwahlen, bei denen Indira Gandhi mit ihrer Kongresspartei eine schwere Wahlniederlage erlitt und ihr Amt als Premierministerin verlor. Die neu ins Amt gewählte Regierung der Janata Party begann, juristisch gegen Indira Gandhi und Sanjay Gandhi vorzugehen, um die Rechtsbrüche während der Zeit des Ausnahmezustandes aufzuarbeiten. Auch Maneka Gandhi war davon teilweise betroffen. Ihr Reisepass wurde zunächst konfisziert, aber sie konnte sich in einem viel beachteten Prozess erfolgreich dagegen wehren. Zum großen Glück für Indira und Sanjay Gandhi war die neue Janata Party-Regierung in Kürze heillos zerstritten und desorganisiert, so dass schon 1980 vorgezogene Neuwahlen erfolgten, die Indira Gandhi triumphal gewann. Auch Sanjay Gandhi gewann erstmals ein Wahlkreismandat und hätte sicher mit der Unterstützung seiner Mutter eine wichtige politische Funktion wahrgenommen. In der Öffentlichkeit herrschte die Überzeugung, dass ihn seine Mutter zu ihrem Nachfolger aufbauen wollte. Allerdings kam Sanjay beim Absturz eines von ihm selbst gesteuerten Flugzeuges am 23. Juni 1980 in Delhi ums Leben. Nur etwas mehr als 3 Monate zuvor war der erste und einzige gemeinsame Sohn, Varun Gandhi geboren worden. Maneka Gandhi war damit im Alter von 23 Jahren Witwe geworden.

### Seit den 1980er Jahren
Nach dem Tod Sanjays zerstritt sich Maneka nach und nach mit ihrer Schwiegermutter, musste das gemeinsame Wohnhaus verlassen und gründete eine eigene politische Partei Rashtriya Sanjay Manch. Die Partei konnte jedoch keine größeren Erfolge erzielen. Bei der Parlamentswahl 1984 kandidierte Maneka Gandhi im Wahlkreis Amethi (Uttar Pradesh), in dem auch Rajiv Gandhi, der älteste Sohn Indira Gandhis und Spitzenkandidat der Kongresspartei, antrat und unterlag haushoch mit 50.000 Stimmen (12 %) gegen 365.000 (84 %).
Im Jahr 1988 schloss sie sich der neu gegründeten Janata Dal an und wurde Generalsekretärin der Partei. Sie wurde bei der Wahl 1989 im Wahlkreis 13-Pilibhit in Uttar Pradesh in die Lok Sabha gewählt und bekleidete in der anschließenden Legislaturperiode verschiedene Regierungsposten (1989–1991 Ministerin für Umwelt und Forsten, Januar – April 1990 Ministerin für Planungsprogramm-Umsetzung). Bei der Wahl 1991 verlor sie den Wahlkreis wieder, konnte ihn dann aber 1996 wiedergewinnen und bei allen seither folgenden Wahlen behaupten.
Im August 1996 geriet sie mit dem regierenden Premierminister Deve Gowda (Janata Dal) in Konflikt. Es ging um den Bau eines 1000 MW-Kohlekraftwerkes der Firma Cogentrix in einem noch relativ unberührten Naturgebiet in den Westghats in Karnataka, dem Heimatstaat Gowdas. Gegen diesen Bau und die Lockerung von ursprünglich vorgesehenen Umweltauflagen hatten Personen vor Ort und Umweltschützer seit Jahren opponiert.  Auch Maneka Gandhi gehörte dazu und wurde deswegen im September 1996 aus ihrer Partei, der Janata Dal ausgeschlossen. Bei den folgenden beiden Wahlen 1998 und 1999 kandidierte sie als Unabhängige im Wahlkreis 13-Pilibhit und wurde dabei jeweils von der Bharatiya Janata Party (BJP) unterstützt. Im Gegenzug dazu unterstützte sie als Abgeordnete die Bildung einer BJP-geführten Regierung unter Premierminister Atal Bihari Vajpayee nach der Wahl 1998. In den beiden Regierungen von Vajpayee 1998–1999 und 1999–2004 war sie in verschiedenen Ministerposten tätig (Ministerin für soziale Gerechtigkeit und Entwicklung 1998–2001, Kulturministerin, zuständig auch für Tierschutz 2001, Programmumsetzung und Statistik, zuständig auch für Tierschutz 2001–2002).
Kurz vor der Parlamentswahl 2004 traten Maneka Gandhi und ihr Sohn Varun am 16. Februar 2004 der BJP bei. Zur Begründung meinte sie, dass die BJP unter einer guten Führung stehe („mature leadership“), die es Menschen mit Stärke und einer Vision ermögliche, zu blühen und zu gedeihen („...allowed people of strength and vision to blossom and grow“).
Nach 10 Jahren in der Opposition kam die BJP nach der Parlamentswahl 2014 wieder an die Macht und Maneka Gandhi wurde im ersten Kabinett von Premierminister Modi Ministerin für Kinder- und Frauenentwicklung.

## Engagement als soziale Aktivistin, im Umwelt- und Tierschutz und für Frauenrechte
Seit den 1980er Jahren konzentrierte sich Maneka Gandhi zunehmend auf Entwicklungs-, Frauenrechts- und Umweltthemen. Außerdem engagierte sie sich als Unterstützerin von Tierrechten und wurde durch ihr mehrfaches Auftreten auf internationalen Kongressen auch über Indien hinaus bekannt. Sie ist unter anderem die Vorsitzende des Kuratoriums für den Energy Globe Award.
Als Ministerin hat sie mehrfach staatliche Programme initiiert, die sich der Besserung der Situation der Frauen und Mädchen in Indien widmen, unter anderem im Jahr 2014 „Helft den Töchtern, erzieht die Töchter“ (Hindi बेटी बचाओ, बेटी पढ़ाओ, Beti Bachao, Beti Padhao), ein Programm, das darauf abzielt, die im Allgemeinen schlechteren Chancen von Mädchen, die sich in der immer noch sehr ungleichen Geschlechterverteilung in Indien abbilden, zu korrigieren.
Außerdem engagierte sie sich im Tierschutz und sprach sich für erhöhte Strafen für Tierquälerei aus. Sie lehnte die Tötung von streunenden Hunden ab und forderte stattdessen deren Sterilisierung. und geriet wegen der Tötung von Wildtieren 2014 mit dem Umweltminister Prakash Javadekar in Streit. Als Tier- und Umweltaktivistin und überzeugte Veganerin vertrat sie die Ansicht, dass Menschen, die einerseits für Frieden in der Welt und für Umweltzschutz einträten, und andererseits Fleisch äßen, entweder „oberflächliche Heuchler“ seien, oder „zu dumm, um die Zusammenhänge zu erkennen“. Man könne nicht Frieden und Umweltschutz haben und gleichzeitig die „Folter und Gewalt gegen Mitgeschöpfe“ fortführen („perpetrate torture and violence against fellow beings“). Fleisch-Essen trage zu einem „anhaltenden Zyklus des Elends“ bei.
Für ihr Engagement wurde Maneka Gandhi mehrfach mit nationalen und internationalen Preisen ausgezeichnet.

## Ehrungen – Auszeichnungen
- Peter-Singer-Preis (2020)[15]